# Pantà d'Espioca
El Pantà d'Espioca és una construcció situada al Camí d'Espioca de Picassent (Horta Sud), registrada com a bé immoble d'etnologia amb el codi 46.16.194-E19.

## Descripció
Embassament par recollir l'aigua del barranc del Toll, reforçat amb contraforts i construït amb maçons i morter de calç. Al peu del mur hi ha un medalló barroc sense inscripció. L'espai on hi hauria d'haver l'aigua hi ha una plantació de tarongers. A prop hi ha oms destacats pel seu interès paisatgístic.

## Història
La construcció és del segle xvii.